# Ана Карењина (филм из 2012)
Ана Карењина (енгл. Anna Karenina) је британска историјско–психолошка филмска драма Џоа Рајта из 2012. године, снимљена по мотивима истоименог романа Лава Толстоја. У насловној улози је Кира Најтли, која је са Рајтом сарађивала неколико пута.

## Улоге
| Глумац           | Улога                   |
| ---------------- | ----------------------- |
| Кира Најтли      | Ана Карењина            |
| Џуд Ло           | Алексеј Карењин         |
| Арон Џонсон      | Гроф Вронски            |
| Кели Макдоналд   | Доли                    |
| Метју Макфејден  | Степан „Стива” Облонски |
| Домнал Глисон    | Љевин                   |
| Рут Вилсон       | грофица Бетси Тверска   |
| Алисија Викандер | Кити                    |
| Оливија Вилијамс | грофица Вронска         |
| Мишел Докери     | кнегиња Мјахкаја        |
| Емили Вотсон     | грофица Лидија          |

## Спољашњи извори
- Ана Карењина на веб-сајту  (језик: енглески)